# Burger Records
Burger Records est un label indépendant et un disquaire de Fullerton, en Californie. Le label a été créé en 2007 par Sean Bohrman et Lee Rickard, du groupe de power pop Thee Makeout Party. Il est réputé pour la diffusion de ses enregistrements sur cassette audio, et pour le fait qu'il laisse libres les artistes qu'il publie, de manière à leur laisser leur autonomie. Mi-2015, le label avait sorti plus de 600 enregistrements.
Le magasin a été créé en 2009. En 2020, le label cesse toute activité après des accusations de violences sexuelles visant des membres de groupes produits et d'employés du label.

## Artistes
De très nombreux artistes ont sorti des enregistrements sur Burger records. Parmi eux, des artistes aussi différents que Ryan Adams, Thurston Moore ou les Plimsouls.
On trouvera ci-dessous une liste partielle de ces artistes. Pour une liste plus complète, on se réfèrera à l'article anglophone concernant la discographie du label (en).
- The Abigails
- Apache (band)
- Audacity (en)
- Beat Mark
- Bell Gardens
- Black Lips
- Brian Jonestown Massacre
- Bombon
- The Box Elders
- Cherry Glazerr
- Cleaners From Venus (en)
- Clorox Girls
- Conspiracy of Owls
- Cumstain
- Clive Tanaka
- Cosmonauts
- Diarrhea Planet (en)
- Détective
- Devon Williams
- Early Dolphin
- Feeding People
- Fever B
- FIDLAR
- Froth
- Gap Dream
- Gestapo Khazi
- The Growlers
- The Garden
- Thee Goochi Boiz
- The Go
- Garbos Daughter
- Habibi (en)
- Harlem (en)
- Hunx and His Punx (en)
- The Impediments
- JEFF the Brotherhood
- Jaill (en)
- Jonah Ray (en)
- King Khan (musician) (en)
- King Tuff (en)
- La Luz
- La Sera
- Lilac
- The Lovely Bad Things (en)
- Lust-Cats of the Gutters
- Mattiel
- Melted
- MMOSS
- Mikal Cronin (en)
- Natural Child
- Nobunny (en)
- No Parents
- OFF!
- The Orions
- Outrageous Cherry (en)
- The Pharcyde
- The Plimsouls
- Pangea
- Peach Kelli Pop
- Personal and the Pizzas
- Pipsqueak
- The Pizazz
- Pizza Time
- Pear
- The Poppets
- Quilt
- Redd Kross
- Ryan Adams
- The Resonars[3]
- Shannon and the Clams (en)
- Schatzi & Hazeltine
- Sir Lord Von Raven
- Stan McMahon
- Summer Twins
- Swimmers (en)
- Thee Oh Sees
- Thee Makeout Party
- The Traditional Fools
- Ty Segall
- The Tough Shits
- Tenement (en)
- The UFO Club
- Vaadat Charigim (en)
- The Vomettes
- Warm Soda (en)
- White Night
- Witch